# Lathrolestes ochraceus
Lathrolestes ochraceus är en stekelart som beskrevs av Barron 1994. Lathrolestes ochraceus ingår i släktet Lathrolestes och familjen brokparasitsteklar. Inga underarter finns listade i Catalogue of Life.